# Оку-Юрт
Оку-Юрт или Аку-Юрт (на дореволюционных картах — Аку-Юртъ; чечен. Окин йурт) — исчезнувшее селение, располагавшееся на северо-востоке современного Курчалоевского района Чечни.

## География
Село располагалось неподалеку от южного склона Качкалыковского хребта. В настоящее время в этой местности расположено село Бачи-Юрт.

## История

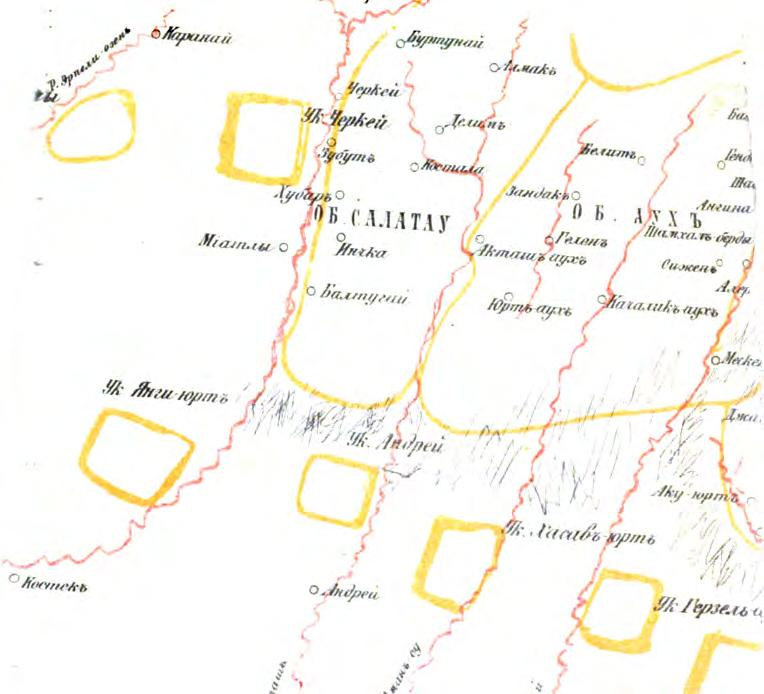
Оку-Юрт на карте Сафарова Юсуф-Хаджи

Основано в XVI—XVIII вв. чеченцами-качкалыковцами. Оку-Юрт принадлежал цонтароевскому роду Оки-некъе. В Оку-Юрте жили выходцы из Центароя, которые себя называли оки или оки-неки, т.е. потомки Оку.
Об основании Оку-Юрта есть предание, которое говорит: Оку жил в Центарое. Женился на аварке. Она родила ему 12 сыновей. Когда сыновья выросли, Цонтарое им стало тесно жить. Тогда Оку взял собою своих шесть старших сыновей и ушел вниз по реке Гумс.
В ноябре 1840 года в походе генерала Павла Граббе в большую Чечню через майртупский лес к селениям Майртуп и Аку-Юрт принимал участие поручик Тенгинского пехотного полка Михаил Лермонтов.
В селении проживал известный чеченский наиб Шоип-Мулла.
В 1858 году в селе, расположенном на правом берегу реки Мичик, рядом с укреплением «Хоби-Шавдон» было 170 дворов, 502 мужчины и 489 женщин.